# Liste der Kirchen im Bistum Aachen – Region Düren
Die Liste der Kirchen im Bistum Aachen – Region Düren (ohne die Ortschaften Embken, Muldenau und Wollersheim der Stadt Nideggen und Pingsheim der Gemeinde Nörvenich) listet die pfarrgebundenen und Privatkapellen auf, die zum Bestand der Pastoralen Räume  Aldenhoven/Jülich, Düren, Inden/Langerwehe, Kreuzau/Hürtgenwald/Heimbach/Nideggen und Linnich/Titz im Bistum Aachen zählen. Die Kapellen der Region sind in der Liste der Kapellen im Bistum Aachen – Region Düren einsortiert, die profanierten Kirchen in der Liste der profanierten Kirchen im Bistum Aachen.

## Liste
| Bild | Kirche                         | Ort                            | Pfarrei                                 | Pastoraler Raum                         | Rang         | Bauzeit                                                                            |
| ---- | ------------------------------ | ------------------------------ | --------------------------------------- | --------------------------------------- | ------------ | ---------------------------------------------------------------------------------- |
|      | St. Martin                     | Aldenhoven                     | St. Martin/Aldenhoven                   | Aldenhoven/Jülich                       | Pfarrkirche  | 1951–1952                                                                          |
|      | St. Ursula                     | Aldenhoven-Dürboslar           | St. Ursula/Dürboslar                    | Aldenhoven/Jülich                       | Pfarrkirche  | 1904–1906                                                                          |
|      | St. Mauritius                  | Aldenhoven-Freialdenhoven      | St. Mauritius/Freialdenhoven            | Aldenhoven/Jülich                       | Pfarrkirche  | 1952–1953                                                                          |
|      | St. Johann Baptist             | Aldenhoven-Niedermerz          | St. Johann Baptist/Niedermerz           | Aldenhoven/Jülich                       | Pfarrkirche  | 13. Jh., 1742 (Verlängerung Kirchenschiff, Turm)                                   |
|      | St. Nikolaus                   | Aldenhoven-Schleiden           | St. Nikolaus/Schleiden                  | Aldenhoven/Jülich                       | Pfarrkirche  | 1953                                                                               |
|      | St. Johannes der Täufer        | Aldenhoven-Siersdorf           | St. Johannes der Täufer/Siersdorf       | Aldenhoven/Jülich                       | Pfarrkirche  | Um 1510, 1957–1959 (Erweiterungsbau)                                               |
|      | St. Anna                       | Düren                          | St. Lukas/Düren                         | Düren                                   | Pfarrkirche  | 1954–1956                                                                          |
|      | St. Antonius                   | Düren                          | St. Lukas/Düren                         | Düren                                   | Filialkirche | 1973–1975                                                                          |
|      | St. Joachim                    | Düren                          | St. Joachim und St. Peter/Düren         | Düren                                   | Filialkirche | 1895–1897                                                                          |
|      | St. Josef                      | Düren                          | St. Lukas/Düren                         | Düren                                   | Filialkirche | 1937–1938                                                                          |
|      | St. Marien                     | Düren                          | St. Lukas/Düren                         | Düren                                   | Filialkirche | 1914 (Turm), 1949 (Kirchenschiff)                                                  |
|      | Groß St. Arnold                | Düren-Arnoldsweiler            | St. Arnold/Arnoldsweiler                | Düren                                   | Pfarrkirche  | 1899–1902                                                                          |
|      | Klein St. Arnold               | Düren-Arnoldsweiler            | St. Arnold/Arnoldsweiler                | Düren                                   | Filialkirche | 11.–12./15. Jh. (Turm u. südl. Seitenschiff), 15.–18. Jh. (Mittelschiff)           |
|      | St. Martinus                   | Düren-Birgel                   | St. Martinus/Birgel                     | Düren                                   | Pfarrkirche  | 1902–1903                                                                          |
|      | St. Peter                      | Düren-Birkesdorf               | St. Joachim und St. Peter/Düren         | Düren                                   | Pfarrkirche  | 1853–1855 (Langhaus), 1911 (Chor), 1963–1967 (Querhaus u. Turm)                    |
|      | St. Martin                     | Düren-Derichsweiler            | St. Martin/Derichsweiler                | Düren                                   | Pfarrkirche  | 1908–1910                                                                          |
|      | St. Michael                    | Düren-Echtz                    | St. Michael/Echtz                       | Düren                                   | Pfarrkirche  | 1896–1898                                                                          |
|      | St. Johannes Evangelist        | Düren-Gürzenich                | St. Johannes Evangelist/Gürzenich       | Düren                                   | Pfarrkirche  | 1856–1860                                                                          |
|      | St. Michael                    | Düren-Lendersdorf              | St. Michael/Lendersdorf                 | Düren                                   | Pfarrkirche  | 15. Jh., 1843 (Verlängerung Langhaus, Turm)                                        |
|      | St. Mariae Himmelfahrt         | Düren-Mariaweiler              | St. Mariä Himmelfahrt/Mariaweiler       | Düren                                   | Pfarrkirche  | 1878–1879                                                                          |
|      | St. Peter                      | Düren-Merken                   | St. Peter/Merken                        | Düren                                   | Pfarrkirche  | 11.–12./16. Jh. (Turm), 1966–1967 (Neubau)                                         |
|      | Alt St. Cyriakus               | Düren-Niederau                 | St. Lukas/Düren                         | Düren                                   | Filialkirche | 12./15. Jh.                                                                        |
|      | St. Cyriakus                   | Düren-Niederau                 | St. Lukas/Düren                         | Düren                                   | Grabeskirche | 1903–1905                                                                          |
|      | St. Nikolaus                   | Düren-Rölsdorf                 | St. Nikolaus/Rölsdorf                   | Düren                                   | Pfarrkirche  | 1928–1929                                                                          |
|      | St. Clemens                    | Heimbach                       | St. Clemens/Heimbach                    | Kreuzau/Hürtgenwald/Heimbach/Nideggen   | Pfarrkirche  | Nach 1687                                                                          |
|      | St. Salvator                   | Heimbach                       | St. Clemens/Heimbach                    | Kreuzau/Hürtgenwald/Heimbach/Nideggen   | Pfarrkirche  | 1978–1981                                                                          |
|      | St. Nikolaus                   | Heimbach-Hausen                | St. Nikolaus/Hausen                     | Kreuzau/Hürtgenwald/Heimbach/Nideggen   | Pfarrkirche  | 1832–1835                                                                          |
|      | St. Martin                     | Heimbach-Hergarten             | St. Martin/Hergarten                    | Kreuzau/Hürtgenwald/Heimbach/Nideggen   | Pfarrkirche  | 1827–1831, 1948–1951 (veränderter Wiederaufbau)                                    |
|      | St. Dionysius                  | Heimbach-Vlatten               | St. Dionysius/Vlatten                   | Kreuzau/Hürtgenwald/Heimbach/Nideggen   | Pfarrkirche  | 11.–13. Jh., 1927–1928 (Seitenschiff)                                              |
|      | Heilige Maurische Märtyrer     | Hürtgenwald-Bergstein          | Hl. Maurische Märtyrer/Bergstein        | Kreuzau/Hürtgenwald/Heimbach/Nideggen   | Pfarrkirche  | 15./16. Jh., Langhaus 1721; 1807 östliche Verlängerung                             |
|      | St. Antonius                   | Hürtgenwald-Gey                | St. Antonius/Gey                        | Kreuzau/Hürtgenwald/Heimbach/Nideggen   | Pfarrkirche  | 1954                                                                               |
|      | St. Apollonia                  | Hürtgenwald-Großhau            | St. Apollonia/Großhau                   | Kreuzau/Hürtgenwald/Heimbach/Nideggen   | Pfarrkirche  | 1950                                                                               |
|      | Heilig Kreuz                   | Hürtgenwald-Hürtgen            | Heilig Kreuz/Hürtgen                    | Kreuzau/Hürtgenwald/Heimbach/Nideggen   | Pfarrkirche  | 1949                                                                               |
|      | St. Josef                      | Hürtgenwald-Vossenack          | St. Josef/Vossenack                     | Kreuzau/Hürtgenwald/Heimbach/Nideggen   | Pfarrkirche  | 1952/1953                                                                          |
|      | St. Nikolaus                   | Inden-Frenz                    | St. Josef/Inden                         | Inden/Langerwehe                        | Filialkirche | 1904                                                                               |
|      | St. Clemens und St. Pankratius | Inden-Inden/Altdorf            | St. Josef/Inden                         | Inden/Langerwehe                        | Pfarrkirche  | 1997/1998                                                                          |
|      | St. Cornelius                  | Inden-Lamersdorf               | St. Josef/Inden                         | Inden/Langerwehe                        | Filialkirche | 15. Jh.                                                                            |
|      | St. Nikolaus                   | Inden-Lucherberg               | St. Josef/Inden                         | Inden/Langerwehe                        | Filialkirche | 1948                                                                               |
|      | St. Barbara                    | Inden-Schophoven               | Heilig Geist/Jülich                     | Aldenhoven/Jülich                       | Filialkirche | 1858                                                                               |
|      | St. Franz Sales                | Jülich                         | Heilig Geist/Jülich                     | Aldenhoven/Jülich                       | Filialkirche | 1970–1971                                                                          |
|      | St. Mariä Himmelfahrt          | Jülich                         | Heilig Geist/Jülich                     | Aldenhoven/Jülich                       | Pfarrkirche  | 12. Jh. (Turm), 1950–1952 (Kirchenschiff)                                          |
|      | St. Martinus                   | Jülich-Barmen                  | Heilig Geist/Jülich                     | Aldenhoven/Jülich                       | Filialkirche | 12. Jh. (Turm), 15.–16. Jh. (Kirchenschiff)                                        |
|      | Heilige Maurische Märtyrer     | Jülich-Bourheim                | Heilig Geist/Jülich                     | Aldenhoven/Jülich                       | Filialkirche | 12. Jh. (Turm), 1776 (Kirchenschiff)                                               |
|      | St. Philippus und Jakobus      | Jülich-Broich                  | Heilig Geist/Jülich                     | Aldenhoven/Jülich                       | Filialkirche | 1781                                                                               |
|      | St. Philippus und Jakobus      | Jülich-Güsten                  | Heilig Geist/Jülich                     | Aldenhoven/Jülich                       | Filialkirche | nach 1400 (Kirchenschiff), 1952–1953 (Turm)                                        |
|      | St. Martinus                   | Jülich-Kirchberg               | Heilig Geist/Jülich                     | Aldenhoven/Jülich                       | Filialkirche | um 1520, 1911–1913 (Erweiterungsbau)                                               |
|      | St. Adelgundis                 | Jülich-Koslar                  | Heilig Geist/Jülich                     | Aldenhoven/Jülich                       | Filialkirche | Um 1500 (Langhaus), 1937 (Chor und Querhaus), nach 1944 (veränderter Wiederaufbau) |
|      | St. Andreas und Matthias       | Jülich-Lich-Steinstraß         | Heilig Geist/Jülich                     | Aldenhoven/Jülich                       | Filialkirche | 1986–1988                                                                          |
|      | St. Agatha                     | Jülich-Mersch                  | Heilig Geist/Jülich                     | Aldenhoven/Jülich                       | Filialkirche | 15. Jh., 1913 (Erweiterungsbau)                                                    |
|      | St. Stephanus                  | Jülich-Selgersdorf             | Heilig Geist/Jülich                     | Aldenhoven/Jülich                       | Filialkirche | 1913, 1949 (vereinfachter Wiederaufbau)                                            |
|      | St. Martinus                   | Jülich-Stetternich             | Heilig Geist/Jülich                     | Aldenhoven/Jülich                       | Filialkirche | 1716 (Turm), 1803–1804 (Kirchenschiff)                                             |
|      | St. Hubertus                   | Jülich-Welldorf                | Heilig Geist/Jülich                     | Aldenhoven/Jülich                       | Filialkirche | 1891–1892, 1974–1975 (Erweiterungsbau)                                             |
|      | St. Heribert                   | Kreuzau                        | St. Heribert/Kreuzau                    | Kreuzau/Hürtgenwald/Heimbach/Nideggen   | Pfarrkirche  | 14. Jh.                                                                            |
|      | St. Gereon                     | Kreuzau-Boich                  | St. Gereon/Boich                        | Kreuzau/Hürtgenwald/Heimbach/Nideggen   | Pfarrkirche  | 1903/1905                                                                          |
|      | St. Martin                     | Kreuzau-Drove                  | St. Martin/Drove                        | Kreuzau/Hürtgenwald/Heimbach/Nideggen   | Pfarrkirche  | 15./16. Jh.                                                                        |
|      | St. Apollinaris                | Kreuzau-Obermaubach            | St. Apollinaris/Obermaubach             | Kreuzau/Hürtgenwald/Heimbach/Nideggen   | Pfarrkirche  | 1932                                                                               |
|      | St. Andreas                    | Kreuzau-Stockheim              | St. Andreas/Stockheim                   | Kreuzau/Hürtgenwald/Heimbach/Nideggen   | Pfarrkirche  | 1935/1937                                                                          |
|      | St. Brigida                    | Kreuzau-Untermaubach           | St. Brigida/Untermaubach                | Kreuzau/Hürtgenwald/Heimbach/Nideggen   | Pfarrkirche  | 1816/1817                                                                          |
|      | St. Urbanus                    | Kreuzau-Winden                 | St. Urbanus/Winden                      | Kreuzau/Hürtgenwald/Heimbach/Nideggen   | Pfarrkirche  | 1887/1889                                                                          |
|      | Alte Kirche auf dem Rymelsberg | Langerwehe                     | St. Martin/Langerwehe                   | Inden/Langerwehe                        | Filialkirche | 15. Jh.                                                                            |
|      | St. Martin                     | Langerwehe                     | St. Martin/Langerwehe                   | Inden/Langerwehe                        | Pfarrkirche  | 1907                                                                               |
|      | St. Martinus                   | Langerwehe-Schlich             | St. Martinus/Schlich-D’horn             | Inden/Langerwehe                        | Pfarrkirche  | 1939/1934                                                                          |
|      | St. Katharina                  | Langerwehe-Wenau               | St. Katharina/Wenau                     | Inden/Langerwehe                        | Pfarrkirche  | 15./16. Jh.                                                                        |
|      | St. Martinus                   | Linnich                        | St. Martinus/Linnich                    | Linnich/Titz                            | Pfarrkirche  | 15. Jh.                                                                            |
|      | St. Gereon                     | Linnich-Boslar                 | St. Gereon/Boslar                       | Linnich/Titz                            | Pfarrkirche  | 15. Jh.                                                                            |
|      | St. Pankratius                 | Linnich-Ederen                 | St. Pankratius/Ederen                   | Linnich/Titz                            | Pfarrkirche  | 1953/1954                                                                          |
|      | St. Hermann Josef              | Linnich-Floßdorf               | St. Hermann Josef/Floßdorf              | Linnich/Titz                            | Pfarrkirche  | 1953/1954                                                                          |
|      | St. Gereon                     | Linnich-Gereonsweiler          | St. Gereon/Gereonsweiler                | Linnich/Titz                            | Pfarrkirche  | 1954                                                                               |
|      | Hl. Maurische Märtyrer         | Linnich-Gevenich               | Hl. Maurische Märtyrer/Gevenich         | Linnich/Titz                            | Pfarrkirche  | 1951                                                                               |
|      | St. Agatha                     | Linnich-Glimbach               | St. Agatha/Glimbach                     | Linnich/Titz                            | Pfarrkirche  | 1953                                                                               |
|      | St. Georg                      | Linnich-Hottorf                | St. Georg/Hottorf                       | Linnich/Titz                            | Pfarrkirche  | 1775/1776                                                                          |
|      | St. Margareta                  | Linnich-Kofferen               | St. Margareta/Kofferen                  | Linnich/Titz                            | Pfarrkirche  | 1953/1954; Denkmalschutz nur für die Südwand aus dem 12. Jh.                       |
|      | Alt St. Peter                  | Linnich-Körrenzig              | St. Peter/Körrenzig                     | Linnich/Titz                            | Filialkirche | 15./16. Jh.                                                                        |
|      | Neu St. Peter                  | Linnich-Körrenzig              | St. Peter/Körrenzig                     | Linnich/Titz                            | Pfarrkirche  | 1962                                                                               |
|      | St. Pankratius                 | Linnich-Rurdorf                | St. Pankratius/Rurdorf                  | Linnich/Titz                            | Pfarrkirche  | 1850/1852                                                                          |
|      | St. Lambertus                  | Linnich-Tetz                   | St. Lambertus/Tetz                      | Linnich/Titz                            | Pfarrkirche  | 1810                                                                               |
|      | St. Lambertus                  | Linnich-Welz                   | St. Lambertus/Welz                      | Linnich/Titz                            | Pfarrkirche  | 1963/1964                                                                          |
|      | St. Laurentius                 | Merzenich                      | St. Laurentius/Merzenich                | Merzenich/Niederzier/Nörvenich/Vettweiß | Pfarrkirche  | 1898–1901                                                                          |
|      | St. Amandus                    | Merzenich-Girbelsrath          | St. Laurentius/Merzenich                | Merzenich/Niederzier/Nörvenich/Vettweiß | Filialkirche | 1885–1887                                                                          |
|      | St. Gregorius                  | Merzenich-Golzheim             | St. Laurentius/Merzenich                | Merzenich/Niederzier/Nörvenich/Vettweiß | Filialkirche | 1896–1897                                                                          |
|      | St. Johannes Baptist           | Nideggen                       | St. Johannes Baptist/Nideggen           | Kreuzau/Hürtgenwald/Heimbach/Nideggen   | Pfarrkirche  | Um 1190                                                                            |
|      | St. Clemens                    | Nideggen-Berg                  | St. Clemens/Berg                        | Kreuzau/Hürtgenwald/Heimbach/Nideggen   | Pfarrkirche  | 11.–12. Jh., 15.–16. Jh. (Einwölbung)                                              |
|      | St. Hubertus                   | Nideggen-Schmidt               | St. Hubertus/Schmidt                    | Kreuzau/Hürtgenwald/Heimbach/Nideggen   | Pfarrkirche  | 1865–1866, 1950 (veränderter Wiederaufbau), 1968–1969 (Erweiterung)                |
|      | St. Cäcilia                    | Niederzier                     | St. Cäcilia/Niederzier                  | Merzenich/Niederzier/Nörvenich/Vettweiß | Pfarrkirche  | 15.–16. Jh. (Turm), 1825 (Langhaus), 1906–1907 (Verlängerung Langhaus, Chor)       |
|      | St. Thomas von Canterbury      | Niederzier-Ellen               | St. Thomas von Canterbury/Ellen         | Merzenich/Niederzier/Nörvenich/Vettweiß | Pfarrkirche  | 1856 (Kirchenschiff), 1887 (Turm)                                                  |
|      | St. Antonius                   | Niederzier-Hambach             | St. Antonius/Hambach                    | Merzenich/Niederzier/Nörvenich/Vettweiß | Pfarrkirche  | 1419 (Alter Teil), 1971 (Erweiterungsbau)                                          |
|      | St. Josef                      | Niederzier-Huchem-Stammeln     | St. Josef/Huchem-Stammeln               | Merzenich/Niederzier/Nörvenich/Vettweiß | Pfarrkirche  | 1863–1868, 1947–1950 (veränderter Wiederaufbau)                                    |
|      | St. Josef                      | Niederzier-Krauthausen         | Heilig Geist/Jülich                     | Aldenhoven/Jülich                       | Filialkirche | 1931                                                                               |
|      | St. Martin                     | Niederzier-Oberzier            | St. Martin/Oberzier                     | Merzenich/Niederzier/Nörvenich/Vettweiß | Pfarrkirche  | 16. Jh. (Turm), 1870–1871 (Kirchenschiff)                                          |
|      | St. Medardus                   | Nörvenich                      | St. Josef/Nörvenich                     | Merzenich/Niederzier/Nörvenich/Vettweiß | Pfarrkirche  | 1658/1664                                                                          |
|      | St. Gertrud                    | Nörvenich-Binsfeld             | St. Josef/Nörvenich                     | Merzenich/Niederzier/Nörvenich/Vettweiß | Filialkirche | 1877                                                                               |
|      | St. Heribert                   | Nörvenich-Eschweiler über Feld | St. Josef/Nörvenich                     | Merzenich/Niederzier/Nörvenich/Vettweiß | Filialkirche | 17. Jh.                                                                            |
|      | St. Mariä Heimsuchung          | Nörvenich-Frauwüllesheim       | St. Josef/Nörvenich                     | Merzenich/Niederzier/Nörvenich/Vettweiß | Filialkirche | 13. Jh.                                                                            |
|      | St. Viktor                     | Nörvenich-Hochkirchen          | St. Josef/Nörvenich                     | Merzenich/Niederzier/Nörvenich/Vettweiß | Filialkirche | 12. jh.                                                                            |
|      | St. Martinus                   | Nörvenich-Wissersheim          | St. Josef/Nörvenich                     | Merzenich/Niederzier/Nörvenich/Vettweiß | Filialkirche | 1896                                                                               |
|      | St. Cosmas und Damian          | Titz                           | St. Cosmas und Damian/Titz              | Linnich/Titz                            | Pfarrkirche  | 15. und 19. Jh.                                                                    |
|      | St. Nikolaus                   | Titz-Ameln                     | St. Nikolaus/Ameln                      | Linnich/Titz                            | Pfarrkirche  | 1856/1857                                                                          |
|      | St. Pankratius                 | Titz-Bettenhoven               | St. Pankratius/Bettenhoven              | Linnich/Titz                            | Pfarrkirche  | 11. und 19. Jh.                                                                    |
|      | St. Vitus                      | Titz-Gevelsdorf                | St. Vitus/Gevelsdorf                    | Linnich/Titz                            | Pfarrkirche  | 1819                                                                               |
|      | Heilig Kreuz                   | Titz-Hasselsweiler             | Heilig Kreuz/Hasselsweiler              | Linnich/Titz                            | Pfarrkirche  | 1541                                                                               |
|      | St. Maria Schmerzhafte Mutter  | Titz-Jackerath                 | St. Maria Schmerzhafte Mutter/Jackerath | Linnich/Titz                            | Pfarrkirche  | 1854/1858                                                                          |
|      | St. Mariä Himmelfahrt          | Titz-Kalrath                   | St. Mariä Himmelfahrt/Kalrath           | Linnich/Titz                            | Pfarrkirche  | 1890/1891                                                                          |
|      | St. Urban                      | Titz-Mündt                     | St. Urban/Mündt                         | Linnich/Titz                            | Pfarrkirche  | 1680er-Jahre                                                                       |
|      | St. Peter                      | Titz-Müntz                     | St. Peter/Müntz                         | Linnich/Titz                            | Pfarrkirche  | 1875/1877                                                                          |
|      | St. Kornelius                  | Titz-Rödingen                  | St. Kornelius/Rödingen                  | Linnich/Titz                            | Pfarrkirche  | 1856/1858                                                                          |
|      | St. Gereon                     | Titz-Spiel                     | St. Gereon/Spiel                        | Linnich/Titz                            | Pfarrkirche  | 18. Jh.                                                                            |
|      | St. Gereon                     | Vettweiß                       | St. Marien/Vettweiß                     | Merzenich/Niederzier/Nörvenich/Vettweiß | Pfarrkirche  | 1949/1951                                                                          |
|      | St. Mariä Himmelfahrt          | Vettweiß-Disternich            | St. Marien/Vettweiß                     | Merzenich/Niederzier/Nörvenich/Vettweiß | Filialkirche | 18. Jh.                                                                            |
|      | St. Martin                     | Vettweiß-Froitzheim            | St. Marien/Vettweiß                     | Merzenich/Niederzier/Nörvenich/Vettweiß | Filialkirche | 1868/1870                                                                          |
|      | St. Antonius                   | Vettweiß-Ginnick               | St. Marien/Vettweiß                     | Merzenich/Niederzier/Nörvenich/Vettweiß | Filialkirche | 17. und 18. Jh.                                                                    |
|      | St. Peter                      | Vettweiß-Gladbach              | St. Marien/Vettweiß                     | Merzenich/Niederzier/Nörvenich/Vettweiß | Filialkirche | 15.16. Jh.                                                                         |
|      | St. Jakobus                    | Vettweiß-Jakobwüllesheim       | St. Marien/Vettweiß                     | Merzenich/Niederzier/Nörvenich/Vettweiß | Filialkirche | 1891/1893                                                                          |
|      | St. Michael                    | Vettweiß-Kelz                  | St. Marien/Vettweiß                     | Merzenich/Niederzier/Nörvenich/Vettweiß | Filialkirche | 1853                                                                               |
|      | St. Amandus                    | Vettweiß-Müddersheim           | St. Marien/Vettweiß                     | Merzenich/Niederzier/Nörvenich/Vettweiß | Filialkirche | 1777/1778                                                                          |
|      | St. Johann Baptist             | Vettweiß-Sievernich            | St. Marien/Vettweiß                     | Merzenich/Niederzier/Nörvenich/Vettweiß | Filialkirche | 1873                                                                               |
|      | St. Gangolfus                  | Vettweiß-Soller                | St. Marien/Vettweiß                     | Merzenich/Niederzier/Nörvenich/Vettweiß | Filialkirche | 11. bis 16. Jh.                                                                    |